# Дорожные знаки Ирландии

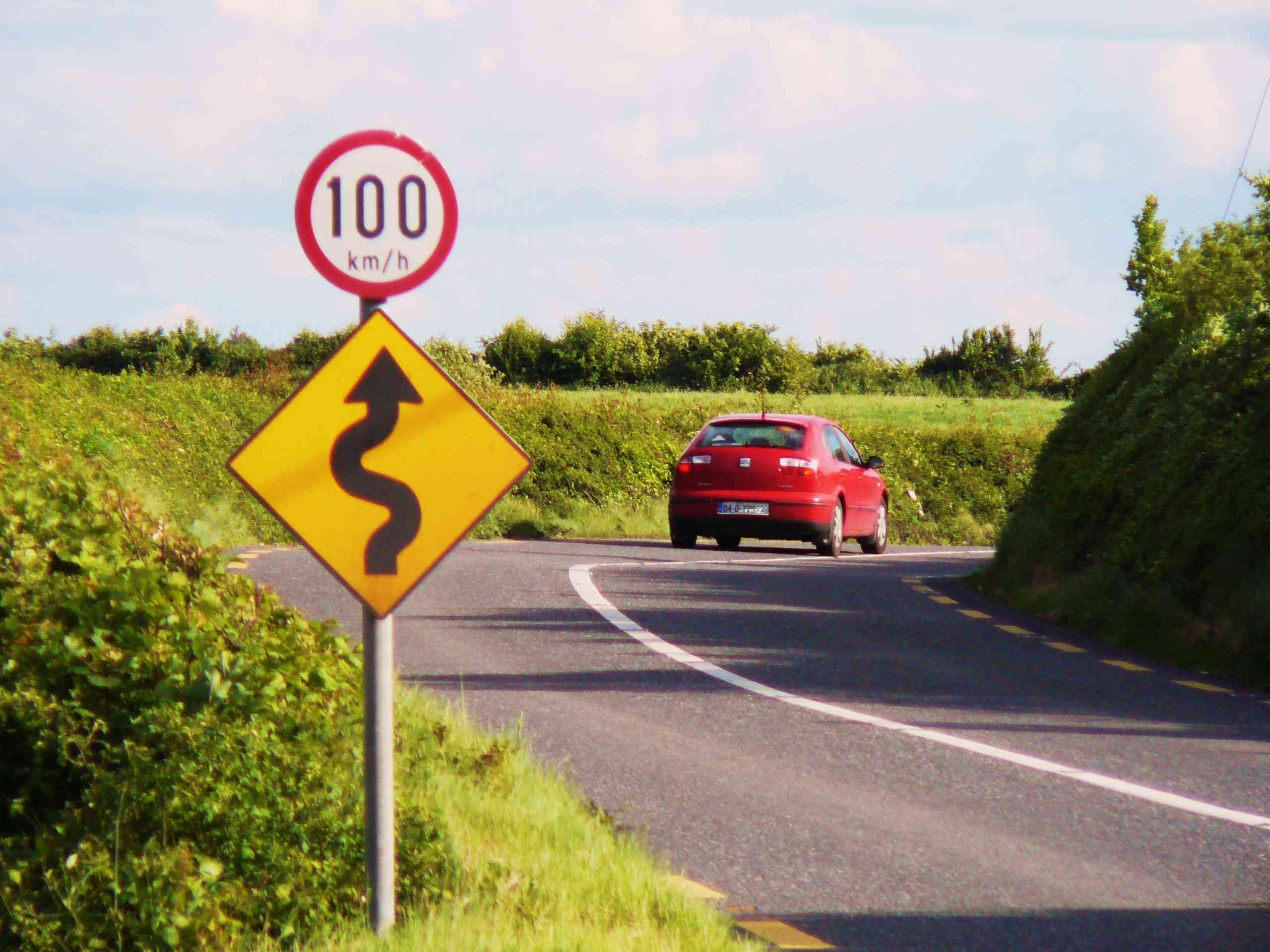
Знаки ограничения скорости и S-образный изгиб дороги в Ирландии

Дорожные знаки Ирландии по большей части отличаются от дорожных знаков, используемых в других странах Европы. Указатели направления аналогичны дорожным знакам Великобритании, но на двух языках. Помимо указателей направления, основные запрещающие знаки, такие как «поворот налево запрещён» и «поворот направо запрещён» являются одними из немногих стандартных знаков, используемых в Ирландии. Наиболее распространенные предупреждающие знаки в виде жёлтого ромба с чёрным изображением, используются в Соединенных Штатах, Канаде, Австралии и в других местах, но нигде в Европе. Фактически знаки, используемые в предупредительных знаках, часто имеют близкое сходство с используемыми в остальной Европе, чем с теми, которые используются в США. Расстояния указывается в километрах. С 20 января 2005 года Ирландия полностью перешла на метрические систему указателей ограничения скорости. Заменены около 30 000 существующих дорожных знаков и дополнительно установлены 23 000 знаков, указывающих ограничение скорости в километрах в час. Чтобы избежать путаницы со старыми знаками, каждый новый знак имеет под цифрами ограничения скорости указатель «km / h».
На ирландских знаках изображают классические силуэты людей.

## Законодательные основы
Использование дорожных знаков в Ирландии устанавливается в соответствии с Руководством по использованию дорожных знаков (англ. Traffic Signs Manual (TSM)), изданное Министерством транспорта, опубликовано в конце 2010 года после длительного рассмотрения и заменило Руководство по использованию дорожных знаков 1997 года.
Старые дорожные знаки указываются в подзаконных актах, однако бо́льшая часть указателей (в частности, указателей направления), никогда не имели законного предписания к использованию.
Само по себе Руководство по использованию дорожных знаков не является законом, тем не менее, дорожные знаки должны быть основаны на его принципах. Он в основном повторяет (в частности, указатели направления) Руководство по использованию дорожных знаков Великобритании (англ. United Kingdom Traffic Signs Manual), в свою очередь основанном на Правилах и общих инструкциях использования дорожных знаков (англ. Traffic Signs Regulations and General Directions). Дорожные знаки, предусмотренные законом, предписаны Регламентом дорожных знаков 1997—2004 (англ. Road Traffic (Signs) Regulations 1997—2004), Регламент 1997—2004 года установил основной набор дорожных знаков и отменил дорожные знаки, используемые с 1964 года.

## Указатели направления

### Шрифты и цвета
Указатели направления имеют дизайн, схожий с указателями Великобритании. Географические названия указываются на ирландском языке с большой буквы, затем под ним на английском языке эквивалентное название места заглавными буквами.
Используются для знаков такие виды шрифтов, как Транспорт (жирным шрифтом) и Автомагистраль, хотя текст знаков на ирландском и пишется наклонным, на котором буква «а» представлена как «ɑ», а буква «i» без точки сверху как «ı» чтобы лучше различать их от их акцентированных форм, хотя иногда «i» используется.
Указываются только Ирландские названия на знаках в случае, если знак установлен в Гэлтахте, или официальное название на английском языке идентично названию на ирландском языке, или примерно такое же, например англ.  Dún Laoghaire (Дун-Лэаре) или англ. Port Laoise (Порт-Лиише). Из-за практики обозначения пунктов назначения на дорожных знаках на двух языках количество обозначенных мест ограничивается, поэтому если места можно достигнуть этим же маршрутом, а дорога является ответствлением от основной дороги, то это место и номер дороги указываются в скобках. Также расстояния приводятся в километрах.
Для обозначения автомагистрали используются белый шрифт на синем фоне. Не автомагистральные государственные основные маршруты обозначаются белым текстом на зелёном фоне, с определённым номером трассы выделенным жёлтым жирным шрифтом. Указатели туристических достопримечательностей имеют белый текст на коричневом фоне. Различия используются, чтобы показать разную классификацию дорог. На всех дорогах, единственным пунктом назначения которых является автомагистраль, должен указываться символ автомагистрали.

### Виды знаков
Некоторые виды знаков доступны для использования на всех дорогах. Перекресток, правильно отмеченный дорожными знаками, будет отмечен заранее дорожными знаками направления движения (англ. advance directional signs), которые могут быть в виде карты (изображает перекрёсток в виде наглядной схемы) или в виде стека (пункты назначения находятся на отдельных указателях). В Ирландии политика Национальное управление автомобильными дорогами (англ. National Roads Authority) (NRA) поощряет указатели в виде стека на обычных перекрёстках или Т-образных, указатели в виде карты используются в основном при круговом перекрёстке и для дорог, пересекающихся на разных уровнях. Однако знаки в виде карты иногда используются и на обыкновенных перекрёстках, где необходимо указать какое-либо ограничение (например, ограничение веса или высоты). На самом перекрёстке или указатель в виде флага — знак в виде треугольника, острым углом указывающий направление, или шеврон (стрелки) или (на сельских дорогах), указательный столб (англ. fingerpost) указывающий водителю необходимое направление движения. После перекрёстка маршрут подтверждается знаком с номером дороги и основных направлений по нему. Однако на сельских дорогах обычно один или все вышеперечисленные знаки отсутствуют, перекрёстки часто оснащены только указательным столбом.

### Политика указателей направлений
Одной из особенностей дорожных знаков в Ирландии, особенно вдоль набережных Дублина, является то, что некоторые государственные основные дороги обозначаются знаками, указывающие водителям направление в обобщенном смысле, таких как «Запад», «Юг» и «Север». Эта система обозначения была запрещена TSM 1996 года, который предусматривает использование конечного пункта назначения и следующего места первичного назначения маршрута, но указатели изменены на определённые направления только в начале 2000-х годов. В то время как это заменялось на конкретные географические названия, в некоторых случаях они остались, например летом 2006 года вывески на «Север» и «Юг» установлены в Ашборне в начале новой двойной проезжей части N2. Тем не менее, как правило, указатели направлений на большинстве маршрутах показывают основные или конечные пункты назначения. Небольшие города указываются на знаках только ближе к этому месту.

### Автомагистраль

#### Оригинальный дизайн
Оригинальный дизайн (1983—1989) знаков ирландской автомагистрали когда-то использовался только на автодороге М7 и M1, сейчас редко их можно встретить. С 1989—2005 годы знаки на автомагистралях были идентичны британским знакам; хотя в Ирландии перекрёстки автомагистралей были не всегда пронумерованы, или номер не всегда обозначен. Знак на фактическом съезде на необходимую дорогу, который в Великобритании показывает номер дороги, был заменен на знак в виде флажка с указанием места назначения. На автодороге М50 на пересечениях с государственными дорогами знаки направления заменены на список пунктов назначения этой государственной дороги. Дизайн знаков 1989 года можно до сих пор встретить на автодорогах 1989 Дизайн знаков все еще можно увидеть на старых участках М4 и М7.

#### 2005—2007
В 2005 году на открытии Юго-Восточной секции автодороги М50 Национальное управление автомобильными дорогами (англ. National Roads Authority) установило знаки в новом портальном стиле. Новое оформление использовало те же цвета и шрифты, но отличались от старой части дорожных знаков тем, что использовали отдельные накладные панели для каждой полосы движения, содержащие сверху номер маршрута в каждом конкретном случае, а также указатели ближайших съездов. Новое обозначение установлено на N2 от Фингласа до Ашборна и N7 от Клондолкина до Нейса. Это были первые дороги Ирландии, где подвесные указатели использовались как нечто само собой разумеющееся, а не для очень крупных транспортных развязок. Водители ясно заблаговременно предупреждались о том, что через 1 км впереди будет перекрёсток. Затем половина знаков на перекрёстке указывают им направление к месту назначения. Новый стиль знаков визуально яснее, чем старый тип вывесок и водители в состоянии прочитать указатель с расстояния около 300 метров на прямом участке дороги. Несмотря на значительные преимущества, новые знаки вызвали замешательство, потому что направленные вниз стрелки на левую полосу движения, казалось, указывают водителям, что они должны перестроиться на правую полосу, если они хотят продолжить движение по автомагистрали или двойной проезжей части, в нарушении правила держаться левой стороны.

### Текущая политика дорожных знаков
В июле 2007 года некоторые из указателей M50 между перекрёстками 13—17, возведенными в 2005 году, указатели изменены на старый стиль в виде одной панели над магистралью. К марту 2008 года все портальные указатели 2005 года удалены с M50 (и позже удалены с N2 и N7). Один из сохранившихся видов знаков 2005 года — консольные указатели перед съездом.
Второе изменение, внесённое в 2007 году — указатель в виде клина, указывающий ранее основное направление, которого требуется достигнуть, теперь сопровождается номером перекрёстка и надписью «Съезд». Эта пересмотренная схема использована на большинстве автомагистралей и двойных проезжих частей с 2007 года. Знак «Следующий съезд», указывающий направление, ранее использовался только на М50, но теперь распространён на других автострадах. Таким образом, последовательность знаков на развязках в Ирландии на автострадах, используемых с 2007 года (и более старых автомобильных дорог, которые были оснащены новыми знаками) выглядит следующим образом:
- «Следующий съезд» за 2 км указывает основные направления, которые могут быть достигнуты этим съездом;
- За 1 км предварительный указатель в виде карты или консольный указатель места;
- За 500 метров предварительный указатель в виде карты или консольный указатель места;
- За 100 метров консольный указатель;
- Клин «Съезд» с номером перекрёстка;
- 500 метров после перекрёстка знак, подтверждающий выбранный маршрут.

При входе на ирландские автомагистрали размещается знак «Впереди автомагистраль», в котором перечислены правила автомагистрали. Знак ограничения скорости на автомагистрали аналогичным образом размещены на пересечении дорог. Это новое обозначение официально принято с публикацией Руководства по использованию дорожных знаков 2010 года.

## Знаки регулирования движения
Знаки регулирования движения в основном круглые черным текстом на белом фоне и красной окантовкой. Если знак запрещающий — красная линия будет по диагонали пересекать знак. Этот тип знаков введён в 1956 году Положением о дорожных знаках, некоторые знаки добавлены позже.
В Ирландии знак «уступи дорогу» — это направленный вниз треугольник, с надписью «англ. Yield» («Уступи»), (на знаках, установленных до 1997 года: англ. Yield Right of Way, или в Гэлтахте «ирл. Géill SLi»). Пустой перевернутый треугольник предусматривался законодательством с 1956 по 1961 годы. Международный восьмиугольный знак «Stop» также используется.
Знаки ограничения скорости под цифрами скорости имеют надпись «km / h». Ограничение в 120 км/ч используется для автомагистралей и высококачественных двойных проезжих частей например N2; ограничение в 100 км / ч используется для государственных основных и второстепенных дорог, а также на части дороги R132 в графстве Лаут.
Ограничение в 80 км/ч используется для региональных и местных дорог; 60, 50 и 30 км/ч в городских застроенных территориях (см. Ограничение скорости дорожного движения в Ирландии). Из-за двойных ограничений скорости, возможных на загородных дорогах, отсутствует знак «конец ограничения скорости» и окончание ограничения установленной в городе скорости сигнализируют знак отображения предела для следующего раздела дороги. Знак ограничения скорости 40 км/ч все еще присутствует на главном выезде аэропорта Шаннон.
Несмотря на отличия дизайна первоначально установленных знаков регулирования движения, дорожные знаки «Объезд препятствия слева или справа» («Keep left» и «Keep right») белые на синем фоне. Следуя Ирландскому «Power of One» (кампания экономии энергии), электронные знаки постепенно заменяются светоотражающими знаками. Бывший запрещающий знак «No Entry», с перечеркнутой стрелкой, направленной вверх, заменён международным стандартным красным диском в Руководстве по использованию дорожных знаков 2010 года. Тем не менее, старая версия теперь называется «нет движения прямо» (англ. No Straight Ahead) и может быть использован в сочетании с временным показателем или другим ограничением. Знаки регулирования движения показаны ниже, без привязки к размеру. Фактически указатели могут быть найдены различных размеров, с 1994 правила, наконец, установили три окончательных набора метрических размеров для каждого знака: большие знаки используются на автострадах, двойной проезжей части, крупных транспортных развязках и т. д.
| RUS-001 Объезд препятствия слева                                   | RUS-002 Объезд препятствия справа                                  | RUS-003 Объезд препятствия справа или слева | RUS-004 Движение только вперёд                            | RUS-005 Правый поворот                                   | RUS-006 Левый поворот                                                    |
| RUS-007 Движение налево                                            | RUS-008 Движение направо                                           | RUS-009 Велосипедная дорожка                | RUS-010 Остановка запрещена                               | RUS-011 Движения прямо нет                               | RUS-012 Поворот направо запрещён                                         |
| RUS-013 Поворот налево запрещён                                    | RUS-014 Обгон запрещён                                             | RUS-016 Ограничение высоты                  | RUS-017 Разворот запрещён                                 | RUS-018 Разрешённая парковка                             | RUS-019 Стоянка запрещена                                                |
| RUS-020 Стоянка такси                                              | RUS-021 Пешеходная улица                                           | RUS-026 Уступите дорогу (на английском)     | RUS-026 Уступите дорогу (на ирландском)                   | RUS-027 Стоп                                             | RUS-031 Автобусная остановка                                             |
| RUS-032 Стоп (Студенческий гид)                                    | RUS-038 Движение пешеходов запрещено                               | RUS-039 Ограниченое скорости (120 км/ч)     | RUS-040 Ограниченое скорости (100 км/ч)                   | RUS-041 Ограниченое скорости (80 км/ч)                   | RUS-042 Ограниченое скорости (60 км/ч)                                   |
| RUS-043 Ограниченое скорости (50 км/ч)                             | RUS-044 Ограниченое скорости (30 км/ч)                             | RUS-046 Ограничение количества осей         | RUS-049 Круговое движение                                 | RUS-050 Въезд запрещён                                   | RUS-052 Ограничение ширины                                               |
| RUS-053 Ограничение веса                                           | RUS-054 Максимальная нагрузка на ось                               | RUS-055 Движение на велосипедах запрещено   | RUS-056 Запрет движения верхом или в сопровождении лошади | RUS-057 Запрет движения для повозок управляемых лошадьми | RUS-058 Дорожка для пешеходов и велосипедистов                           |
| RUS-058CL Пешеходная и велосипедная дорожка с разделением движения | RUS-058CR Пешеходная и велосипедная дорожка с разделением движения | RUS-060 Стоп (Дорожные работы)              | RUS-061 Идти (Дорожные работы) (на английском)            | RUS-061T Идти (Дорожные работы) (на ирландском)          | RUS-062 Движение транспортных средств с взрывчатыми веществами запрещено |
| RUS-066                                                            |                                                                    |                                             |                                                           |                                                          |                                                                          |

## Предупреждающие знаки
Предупреждающие знаки аналогичны по конструкции дорожным знакам Соединенных Штатов тем, что они черные на желтом (оранжево-желтом) и имеют форму ромба. Этот тип дорожного знака введён в 1956 году. Некоторые дорожные знаки не появляются ни в одном Регламенте. Некоторые виды знака, в частности «Пешеходный переход/зебра» спроектированы случайным образом и различаются между городскими и сельскими округами.
| W-001 Пересечение со второстепенной дорогой            | W-002-L Второстепенная дорога слева                                    | W-002-R Второстепенная дорога справа                                           | W-003-L Т-образный перекресток                                                          | W-003-R Т-образный перекресток                                                          |
| W-004-L Т-образный перекресток                         | W-004-R Т-образный перекресток                                         | W-005-L Y-образный перекрёсток                                                 | W-005-R Y-образный перекрёсток                                                          | W-006-L Пересечение неравнозначных дорог                                                |
| W-006-R Пересечение неравнозначных дорог               | W-007-L-R Пересечение неравнозначных дорог в шахматном порядке         | W-007-R-L Пересечение неравнозначных дорог в шахматном порядке                 | W-008-L Две второстепенные дороги слева                                                 | W-008-R Две второстепенные дороги справа                                                |
| W-009-L                                                | W-009-R                                                                | W-010-L                                                                        | W-010-R                                                                                 | W-011-L                                                                                 |
| W-011-R                                                | W-012-L Второстепенная дорога на двойной проезжей части с пересечением | W-012-R Второстепенная дорога на двойной проезжей части с пересечением         | W-013 Второстепенная дорога на двойной проезжей части без пересечения                   | W-014 Перекрёсток со второстепенными дорогами                                           |
| W-015 Пересечение главной дороги                       | W-016 Т-образный перекресток                                           | W-017-L Пересечение неравнозначных дорог с главной дорогой в шахматном порядке | W-017-R Пересечение неравнозначных дорог с главной дорогой в шахматном порядке          | W-018-L Пересечение с главной дорогой под прямым углом                                  |
| W-018-R Пересечение с главной дорогой под прямым углом | W-019 Пересечение второстепенной дороги с двойной проезжей частью      | W-020 Пересечение второстепенной дороги с двойной проезжей частью              | W-021-L Пересечение второстепенной дороги с двойной проезжей частью в шахматном порядке | W-021-R Пересечение второстепенной дороги с двойной проезжей частью в шахматном порядке |
| W-022 Т-образный перекрёсток                           | W-030 Слияние дороги слева                                             | W-031 Слияние дороги справа                                                    | W-032 Слияние и расхождение движения                                                    | W-033                                                                                   |
| W-040 Впереди проезд без остановки запрещён            | W-041 Впереди уступить дорогу                                          | W-042 Светофорное регулирование                                                | W-043 Впереди круговое движение                                                         | W-044 Впереди круговое движение                                                         |
| W-050-L Поворот под прямым углом налево                | W-050-R Поворот под прямым углом направо                               | W-051-L                                                                        | W-051-R                                                                                 | W-052-L                                                                                 |
| W-052-R                                                | W-053-L                                                                | W-053-R                                                                        | W-061-L                                                                                 | W-061-R                                                                                 |
| W-062-L                                                | W-062-R                                                                | W-063-L                                                                        | W-063-R                                                                                 | W-070-L Сужение дороги слева                                                            |
| W-070-R Сужение дороги справа                          | W-071 Сужение дороги с обеих сторон                                    | W-080 Двустороннее движение                                                    | W-081 Двустороннее движение                                                             | W-082                                                                                   |
| W-083                                                  | W-094                                                                  | W-095                                                                          | W-100                                                                                   | W-101                                                                                   |
| W-102                                                  | W-103                                                                  | W-105 Крутой спуск                                                             | W-106 Крутой подъём                                                                     | W-110 Ограничение габаритной высоты                                                     |
| W-111                                                  | W-112                                                                  | W-113 Максимальная ширина автомобиля                                           | W-114                                                                                   | W-115 Максимальный вес                                                                  |
| W-116 Максимальная нагрузка на ось                     | W-117 Ограничение количества осей                                      | W-120 Железнодорожный переезд снабженный красными световыми сигналами          | W-121 Железнодорожный переезд                                                           | W-122.3 Приближение к железнодорожному переезду                                         |
| W-122.2 Приближение к железнодорожному переезду        | W-122.1 Приближение к железнодорожному переезду                        | W-123                                                                          | W-124 Пересечение с трамвайной линией                                                   | W-130 Искусственная неровность                                                          |
| W-131                                                  | W-132 Арочный мост                                                     | W-133 Неровная дорога                                                          | W-134 Скользкая дорога                                                                  | W-135 Опасная обочина                                                                   |
| W-140 Пешеходы                                         | W-140A Пешеходный переход                                              | W-141 Дети (Школа или детская площадка)                                        | W-142 Дети                                                                              | W-143 Велосипедная дорожка                                                              |
| W-144 Скользкая дорожка для велосипедистов             | W-150 Дорога для езды верхом                                           | W-151 Крупно-рогатый скот                                                      | W-152 Овцы                                                                              | W-153 Олени или дикие животные                                                          |
| W-160 Выезд на набережную                              | W-161 Брод                                                             | W-162 Туннель                                                                  | W-163 Затор                                                                             | W-164 Падение камней                                                                    |
| W-165 Низколетящие самолеты                            | W-166 Боковой ветер                                                    | W-167 Подъёмный мост                                                           | W-168 Дорога для тракторов                                                              | W-169 Двигайтесь по левой полосе                                                        |
| W-170 Прочие опасности                                 |                                                                        |                                                                                |                                                                                         |                                                                                         |

## Знаки дорожных работ
Указатели дорожных работ красновато-оранжевого цвета.
| WK-001 Дорожные работы               | WK-030                                      | WK-031 Двустороннее движение       | WK-032 Сужение дороги слева         | WK-033 Сужение дороги справа |
| WK-034 Сужение дороги с обеих сторон | WK-035 Слияние дороги слева                 | WK-050 Второстепенная дорога слева | WK-051 Второстепенная дорога справа | WK-052 Дорожные работы       |
| WK-053 Дорожные работы               | WK-060 Светофорное регулирование            | WK-061                             | WK-070 Искусственная неровность     | WK-071 Неровная дорога       |
| WK-073 Выброс гравия                 | WK-074 Опасная обочина                      | WK-080                             | WK-081                              | WK-082 Пешеходный переход    |
| WK-086 Велосипедная дорожка          | WK-087 Скользкая дорожка для велосипедистов | WK-090 Схема объезда               | WK-091L Направление объезда         | WK-091R Направление объезда  |
| WK-091AL Направление объезда         | WK-091AR Направление объезда                | WK-091B Направление объезда        | WK-092                              | WK-093 Направление объезда   |